# 後藤希友
後藤希友（日语：／ Goto Miu，2001年3月2日—）是一名出生於日本愛知縣的壘球選手，司職投手，目前效力於日本壘球聯盟豐田汽車。她在小學四年級時開始練習壘球，高中時加入日本國家隊。她曾隨隊參加2020年夏季奧林匹克運動會壘球比賽，結果獲得金牌。

## 獎項
- 日本女子壘球聯盟新人獎：1回（投手部門：2020年）

## 外部連結
- 後藤希友的X（前Twitter）
- 後藤希友的Instagram帳戶